# Курбанов Юлдаш Рахімович
Юлдаш Рахімович Курбанов (18 квітня 1929, місто Турткуль, тепер Каракалпакстан, Узбекистан — 31 січня 1981, місто Ташкент, тепер Узбекистан) — радянський узбецький діяч, секретар ЦК КП Узбекистану. Депутат Верховної ради Узбецької РСР. Кандидат сільськогосподарських наук (1959).

## Життєпис
Закінчив Турткульський сільськогосподарський технікум Кара-Калпацької АРСР. Після закінчення технікуму працював зоотехніком.
У 1953 році закінчив зоотехнічний факультет Узбецького сільськогосподарського інституту в Самарканді.
У 1953—1955 роках — викладач інституту тваринництва Академії наук Узбецької РСР.
У 1957 році закінчив аспірантуру науково-дослідного інституту зоології і паразитології Академії наук Узбецької РСР. У 1959 році захистив дисертацію на здобуття наукового ступеня кандидата сільськогосподарських наук.
У 1958—1961 роках — завідувач відділу вівчарства науково-дослідного інституту тваринництва Академії наук Узбецької РСР; заступник директора з наукової роботи Середньоазіатського інституту тваринництва.
Член КПРС з 1960 року.
У 1961—1962 роках — міністр сільського господарства Кара-Калпацької АРСР.
У 1962—1965 роках — директор Середньоазіатського науково-дослідного інституту ґрунтознавства (сільського господарства) в Кара-Калпацькій АРСР.
У 1965 — вересні 1970 року — 1-й секретар Турткульського районного комітету КП Узбекистану.
25 вересня 1970 — 31 січня 1981 року — секретар ЦК КП Узбекистану з питань сільського господарства.
Помер 31 січня 1981 року після тривалої хвороби в місті Ташкенті.

## Нагороди
- дваордени Леніна
- орден Жовтневої Революції
- два ордени Трудового Червоного Прапора
- медалі
- Заслужений діяч науки Узбецької РСР (1979)